# Pfaffstätten
Pfaffstätten osztrák mezőváros Alsó-Ausztria Badeni járásában. 2022 januárjában 3518 lakosa volt. 

## Elhelyezkedése

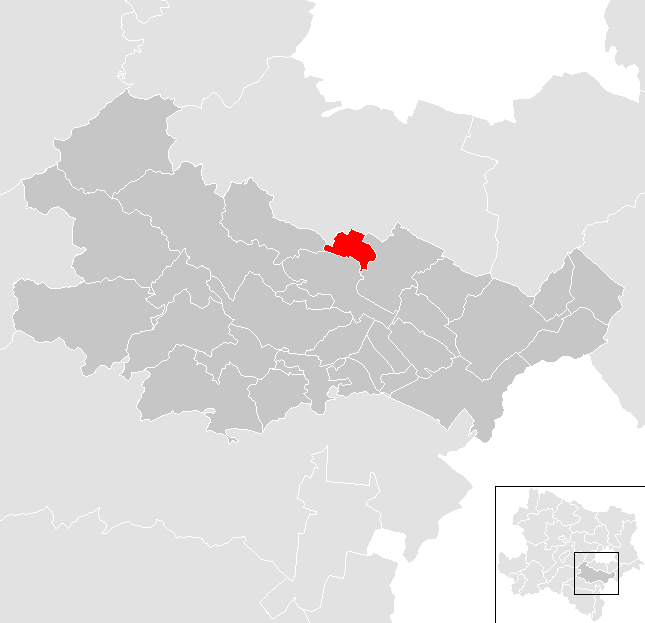
Pfaffstätten a Badeni járásban

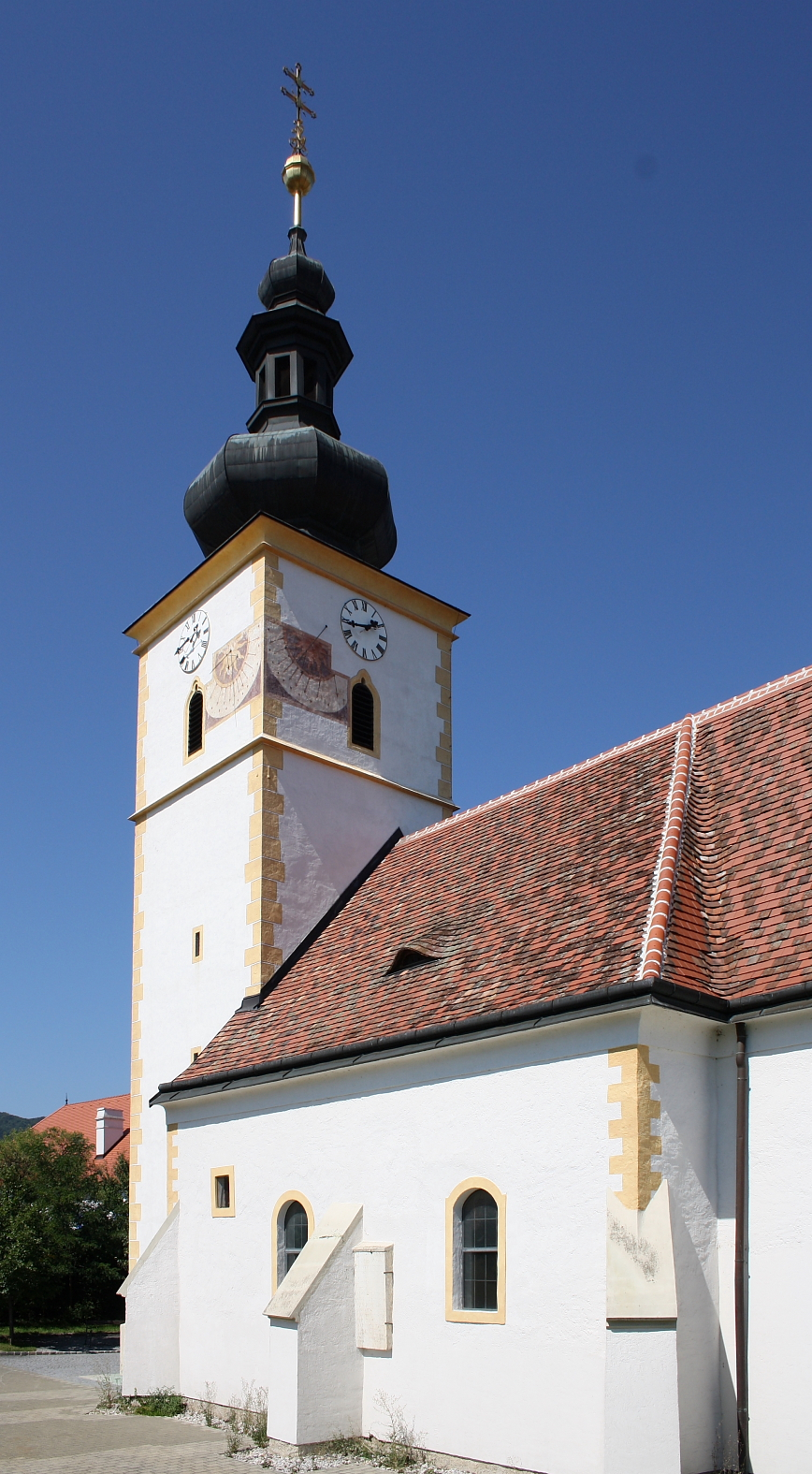
A Szt. Péter és Pál-plébániatemplom

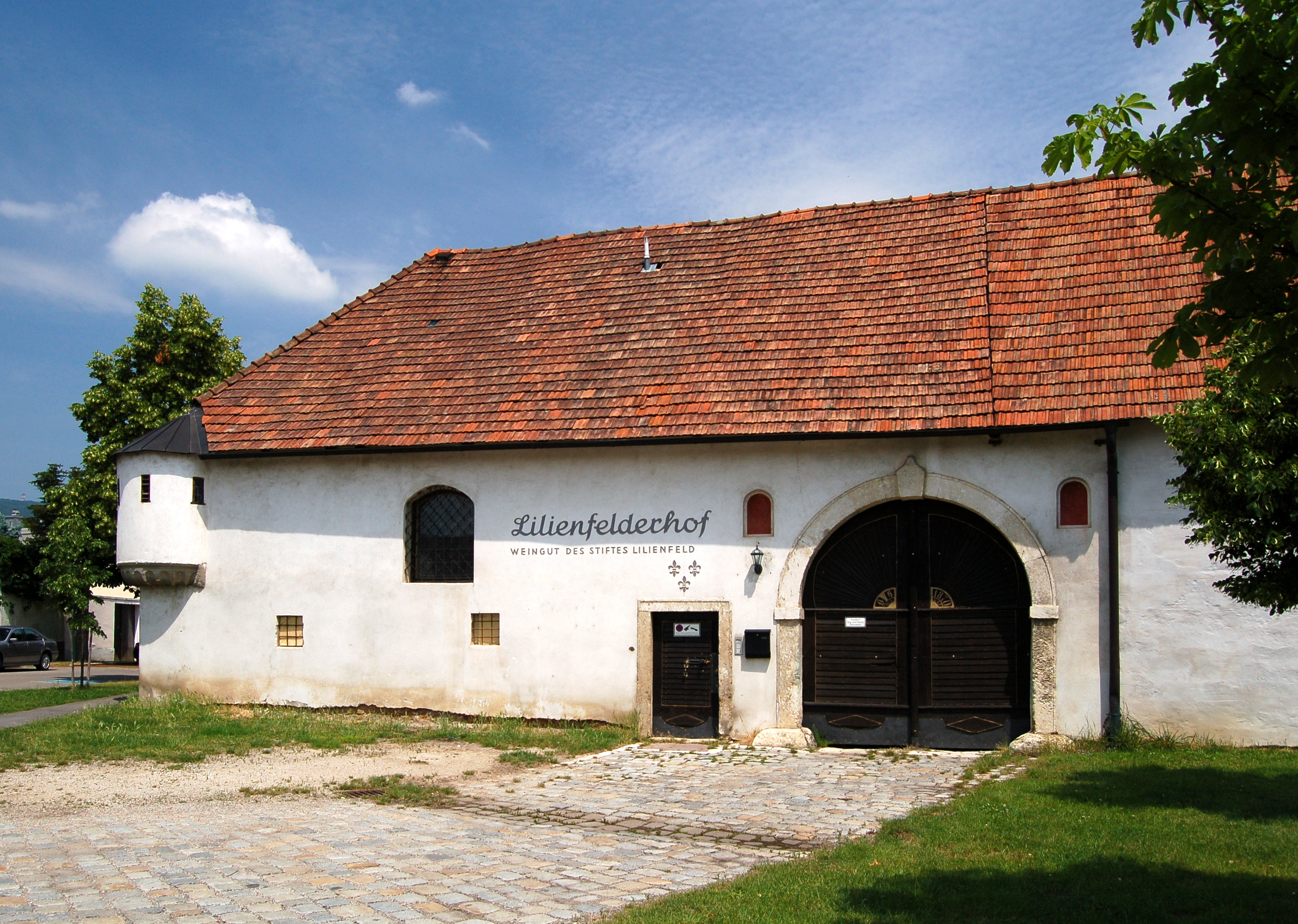
Lilienfelderhof

Pfaffstätten a tartomány Industrieviertel régiójában fekszik, a Bécsi-medence és a Bécsi-erdő határán. Délkeleti határát a Bécsújhelyi-csatorna alkotja. Legmagasabb pontja az 541 m-es Pfaffstättner Kogel. Területének 36,4%-a erdő, 16,2% áll mezőgazdasági művelés alatt. Az önkormányzat két települést és településrészt egyesít: Einöde (98 lakos 2022-ben) és Pfaffstätten (3420 lakos).  
A környező önkormányzatok: keletre Traiskirchen, délre Baden am Wien, nyugaton Heiligenkreuz, északnyugaton Gaaden, északon Gumpoldskirchen.

## Története
Pfaffstättent 1120/30-ban említik először, amikor III. (Szent) Lipót őrgróf Bopo nevű lovagja egy itteni szőlőt adományozott a klosterneuburgi kolostornak; innen származik a település neve is (Pfaffstätten: "papok helye"). A boráról híres vidéken számos más kolostornak volt birtoka, többek között a szomszédos heiligenkreuzinak, de a Gaming, Mauerbach, Kleinmariazell, Melk, Lilienfeld apátságai is tartottak fenn szőlőket. Különösen nagy befolyása volt Melknek, mert annak felügyelete alá tartozott a falu anyaegyházközsége, Traiskirchen.
Templomát a 12. században építették. 1535-ben önálló egyházközséggé vált, de 1538-ban Heiligenkreuz birtoka lett és összeolvasztották Baden plébániájával. Bécs 1683-as ostromakor a törökök elpusztították Pfaffstättent, állítólag mindössze három lakos maradt életben. 1783-ban, II. József egyházrendeletét követően ismét független egyházközség lett.

## Lakosság
A pfaffstätteni önkormányzat területén 2021 januárjában 3518 fő élt. A lakosságszám 1981 óta gyarapodó tendenciát mutat. 2020-ban az ittlakók 88,5%-a volt osztrák állampolgár; a külföldiek közül 3% a régi (2004 előtti), 3,4% az új EU-tagállamokból érkezett. 3,2% az egykori Jugoszlávia (Szlovénia és Horvátország nélkül) vagy Törökország, 2% egyéb országok polgára volt. 2001-ben a lakosok 70%-a római katolikusnak, 7,7% evangélikusnak, 1,7% ortodoxnak, 2% mohamedánnak, 15,6% pedig felekezeten kívülinek vallotta magát. Ugyanekkor a legnagyobb nemzetiségi csoportokat a németek (90,1%) mellett a magyarok (1,7%), a szerbek (1,6%), a horvátok (1,1%) és a törökök (1,1%) alkották.
A népesség változása:

| 2016 | 3 507 |
| 2018 | 3 551 |

## Látnivalók
- a Szt. Péter és Pál-plébániatemplom
- Lilienfelderhof, 16-17 századi majorság
- a helytörténeti múzeum

## Testvértelepülések
- Hörstein (Németország)

## Fordítás
- Ez a szócikk részben vagy egészben  a   Pfaffstätten című német Wikipédia-szócikk ezen változatának fordításán alapul.  Az eredeti cikk szerkesztőit annak laptörténete sorolja fel. Ez a jelzés csupán a megfogalmazás eredetét és a szerzői jogokat jelzi, nem szolgál a cikkben szereplő információk forrásmegjelöléseként.